# Racquetball ai XVI Giochi panamericani
Il racquetball ai XVI Giochi panamericani si è svolto al Complejo de Raquetbol di Guadalajara, in Messico, dal 17 al 25 ottobre 2011. In programma un torneo di singolare, uno di doppio e uno a squadre per uomini e donne, per un totale di sei podi.

## Calendario
Tutti gli orari secondo il Central Standard Time (UTC-6).
| Giorno    | Data           | Inizio | Fine  | Evento                    | Fase             |
| --------- | -------------- | ------ | ----- | ------------------------- | ---------------- |
| Giorno 4  | Lun 17 ottobre | 8:00   | 18:00 | Singolare U/D; Doppio U/D | Qualifiche       |
| Giorno 5  | Mar 18 ottobre | 8:00   | 18:00 | Singolare U/D; Doppio U/D | Qualifiche       |
| Giorno 6  | Mer 19 ottobre | 8:00   | 15:00 | Singolare U/D; Doppio U/D | Ottavi di finale |
| Giorno 7  | Gio 20 ottobre | 8:00   | 14:00 | Singolare U/D; Doppio U/D | Quarti di finale |
| Giorno 8  | Ven 21 ottobre | 8:00   | 13:00 | Singolare U/D; Doppio U/D | Semifinali       |
| Giorno 9  | Sab 22 ottobre | 10:00  | 14:55 | Singolare U/D; Doppio U/D | Finali           |
| Giorno 10 | Dom 23 ottobre | 9:00   | 15:00 | Squadre U/D               | Quarti di finale |
| Giorno 11 | Lun 24 ottobre | 9:00   | 14:00 | Squadre U/D               | Semifinali       |
| Giorno 12 | Mer 25 ottobre | 11:00  | 13:45 | Squadre U/D               | Finali           |

## Risultati

### Uomini
| Evento               | Oro                                  | Argento                                                       | Bronzo                                                                                      |
| Singolare (dettagli) | Rocky Carson                         | Gilberto Mejia                                                | Vincent Gagnon Álvaro Beltrán                                                               |
| Doppio (dettagli)    | Messico Álvaro Beltrán Javier Moreno | Venezuela César Castro Jorge Hirsekorn                        | Canada Timothy Landeryou Kristofer Odegard Stati Uniti Shane Vanderson Christopher Crowther |
| A squadre (dettagli) | Messico Álvaro Beltrán Javier Moreno | Stati Uniti Rocky Carson Shane Vanderson Christopher Crowther | Colombia César Castillo Jorge Hirsekorn Ecuador Fernando Ríos José Álvarez                  |

### Donne
| Evento               | Oro                                   | Argento                                              | Bronzo                                                           |
| Singolare (dettagli) | Paola Longoria                        | Rhonda Rajsich                                       | Cheryl Gudinas María Vargas                                      |
| Doppio (dettagli)    | Messico Paola Longoria Samantha Salas | Stati Uniti Rhonda Rajsich Aimee Ruiz                | Ecuador María Córdova María Muñoz Cile Angela Grisar Carla Muñoz |
| A squadre (dettagli) | Messico Paola Longoria Samantha Salas | Stati Uniti Cheryl Gudinas Rhonda Rajsich Aimee Ruiz | Ecuador María Muñoz María Córdova Bolivia Cintia Loma Jenny Daza |

## Medagliere
| Posizione | Nazione     | Oro | Argento | Bronzo | Totale |
| --------- | ----------- | --- | ------- | ------ | ------ |
| 1         | Messico     | 5   | 1       | 1      | 7      |
| 2         | Stati Uniti | 1   | 4       | 2      | 7      |
| 3         | Venezuela   | 0   | 1       | 0      | 1      |
| 4         | Ecuador     | 0   | 0       | 3      | 3      |
| 5         | Canada      | 0   | 0       | 2      | 2      |
| 5         | Bolivia     | 0   | 0       | 2      | 2      |
| 7         | Cile        | 0   | 0       | 1      | 1      |
| 7         | Colombia    | 0   | 0       | 1      | 1      |